# Harry Charles
Harry Charles (15 de julho de 1999) é um ginete britânico, campeão olímpico.

## Carreira
Charles nasceu em 15 de julho de 1999, filho de Peter Charles, um membro da equipe que ganhou a primeira medalha de ouro em saltos em equipe da Grã-Bretanha em 60 anos nas Olimpíadas de Londres em 2012, e Tara Charles.
Ele representou a Grã-Bretanha nas Olimpíadas de Verão de 2020 em Tóquio, competindo em saltos individuais e saltos em equipe. Charles substituiu Holly Smith na competição individual. Em dezembro de 2021, Harry venceu o evento de salto individual da classe Taittinger Ivy Stakes CI5* no London International Horse Show, realizado no ExCel Centre em Docklands, em Londres, montando o castrado de 15 anos Borsato (Contendro 1 x Nijinski). Em 2024, ele foi membro da equipe britânica que ganhou o ouro no salto nos Jogos Olímpicos de Verão de Paris de 2024, montando Romeo 88. Charles competiu com um braço enfaixado após sofrer uma fratura quatro semanas antes das Olimpíadas.